# Bucarest, la memoria perdida
Bucarest, La memoria perdida es una película ganadora del Premio Goya 2009 a la mejor película documental. Es un documental autobiográfico del director Albert Solé, centrada en su relación con su padre, el político y jurista Jordi Solé Tura.

## Sinopsis
Narra la búsqueda personal que hace Albert (un periodista nacido en el exilio en 1962) por recuperar sus propias raíces, enmarcadas entre un doble exilio. Su padre, el político español Jordi Solé Tura, que acabaría convirtiéndose en figura clave durante la Transición Española, fue obligado a exiliarse por su militancia antifranquista a finales de los años 1950. Ahora, tras una vida repleta de experiencias políticas y personales, Jordi ha iniciado un nuevo exilio interior, esta vez sin posibilidad de retorno: la lucha contra el alzheimer. 
- Datos: Q5734782